# 栋普里
栋普里（法語：Domprix，法語發音：[dɔ̃pʁi]）是法国默尔特-摩泽尔省的一个市镇，属于布里埃区。

## 地理
栋普里（49°19'51"N, 5°45'29"E）面积7.7 平方千米，位于法国大東部大區默尔特-摩泽尔省，该省份为法国东北部内陆省份，是洛林的一部分，北邻比利时、卢森堡，北起顺时针与摩泽尔省、下莱茵省、孚日省和默兹省接壤。
与栋普里接壤的市镇（或旧市镇、城区）包括：朗德尔、皮耶讷、普勒坦-伊尼、克西夫里-锡尔库尔、布利尼、斯潘库尔。

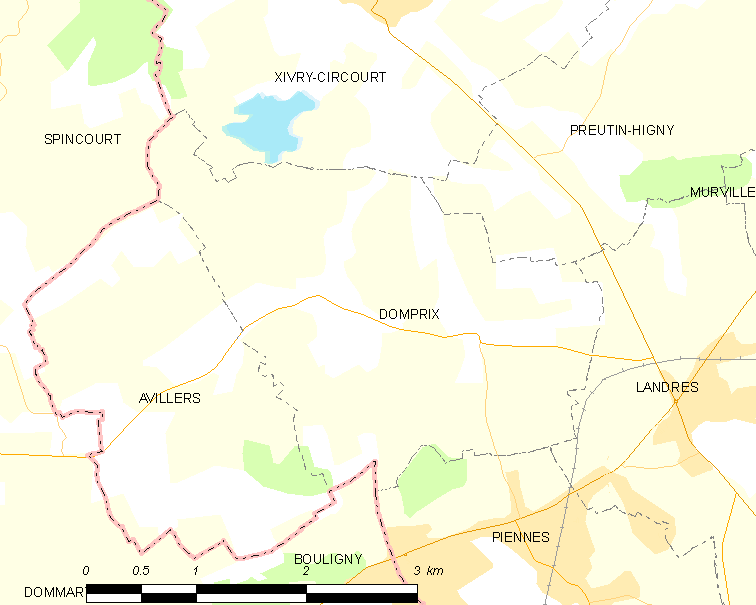
栋普里的OSM定位图

栋普里的时区为UTC+01:00、UTC+02:00（夏令时）。

## 行政
栋普里的邮政编码为54490，INSEE市镇编码为54169。

## 政治
栋普里所属的省级选区为布里埃地区县。

## 人口

1962-2008年间栋普里人口变化图示

栋普里于2022年1月1日时的人口数量为99人。